# Новокаланчак
Новокаланчак (укр. Новокаланчак) — село, относится к Измаильскому району Одесской области Украины.
Население по переписи 2001 года составляло 265 человек. Почтовый индекс — 68642. Телефонный код — 4841. Занимает площадь 0,64 км². Код КОАТУУ — 5122081302.

## Население и национальный состав
По данным переписи населения Украины 2001 года распределение населения по родному языку было следующим (в % от общей численности населения):
По Каланчакскому сельскому совету: болгарский — 77,39 %; русский — 20,10 %; украинский — 2,10 %; молдавский — 0,34 %.
По селу Каланчак: болгарский — 74,83 %; русский — 22,43 %; украинский — 2,48 %; молдавский — 0,17 %.
По селу Новокаланчак: болгарский — 89,06 %; русский — 9,43 %; молдавский — 1,13 %; украинский — 0,38 %.